# Carlos Vigaray
Carlos Martín Vigaray (Leganés, Madrid, 7 de setembre de 1994) és un futbolista professional madrileny que juga pel Fuenlabrada com a lateral dret.

## Carrera de club

### Getafe
Vigaray es va formar al planter del Getafe CF i va debutar com a sènior amb el Getafe CF B la temporada 2012–13, a Segona Divisió B. El 31 de maig de 2013, va signar un nou contracte per dos anys amb el club.
El 16 de gener de 2014, Vigaray va jugar el seu primer partit oficial amb el primer equip, com a titular en una derrota a casa per 0–2 contra el FC Barcelona a la Copa del Rei 2013-14. Exactament un mes després, a causa de diverses lesions al primer equip, va debutar a La Liga, jugant els 90 minuts en una derrota per 0–3 contra el Reial Madrid CF també al Coliseum Alfonso Pérez.
Vigaray va marcar el seu primer gol com a professional el 17 de desembre de 2014, el primer en una victòria a fora per 2–1 contra la SD Eibar a la Copa del Rei 2014-15). L'11 de juny de l'any següent va signar un nou contracte per dos anys amb el Geta i fou definitivament promocionat al primer equip.
El 24 d'octubre de 2015, Vigaray va cometre dos penals, castigats cadascun amb una targeta groga, que van implicar la seva expulsió al minut 60, i gols d'Éver Banega i Kevin Gameiro en una derrota per 0–5 contra el Sevilla FC. Va marcar el seu primer gol en lliga l'1 de maig, ajudant així l'equip a guanyar per 2–0 a fora contra el Deportivo de La Coruña.

### Alavés
El 13 d'agost de 2016, Vigaray va signar contracte per tres anys amb el Deportivo Alavés també de la primera divisió. Va patir amb les lesions i amb la competència del jove Martín Aguirregabiria durant la seva etapa al club, en què fou bàsicament suplent.

### Saragossa
L'11 de juliol de 2019, com a agent lliure Vigaray va fitxar pel Reial Saragossa de Segona Divisió per un any.